# Кенийский национальный архив
Кенийский национальный архив (англ. Kenya National Archives and Documentation Services) — государственное учреждение Кении, хранилище документального наследия по истории Кении.
Расположен в центральном деловом районе в центре города Найроби, вдоль Мой-Авеню рядом с отелем Ambassadeur.
Архив был создан в 1965 году. Содержит 40000 томов. Был создан актом парламента Кении. Первоначально находился в ведении администрации вице-президента и министра внутренних дел, по состоянию на 2014 год — в ведении администрации вице-президента и Министерства национального наследия и культуры Кении (англ. Ministry of State for National Heritage and Culture). В архиве содержатся собрания предметов искусства и ремесленничества, фотографии и тысячи документов, рассказывающих об истории Кении.

## Галерея Мурумби
Галерея находится на первом этаже Кенийского национального архива. Названа в честь Джозефа Мурумби, который был вторым вице-президентом Кении. В настоящее время[когда?] это крупнейшая художественная галерея в Африке, которая содержит коллекции древних произведений искусства из разных регионов и общин Африки. Коллекции были приобретены правительством Кении у Джозефа Мурумби путём концессионного соглашения.

## Директора
Список директоров:
- Дерек Чармэн (1963—)
- Натан Федха (1967—)
- Майна Кагомбе (1975—1980)
- Музила Музембе (1980)

## Галерея

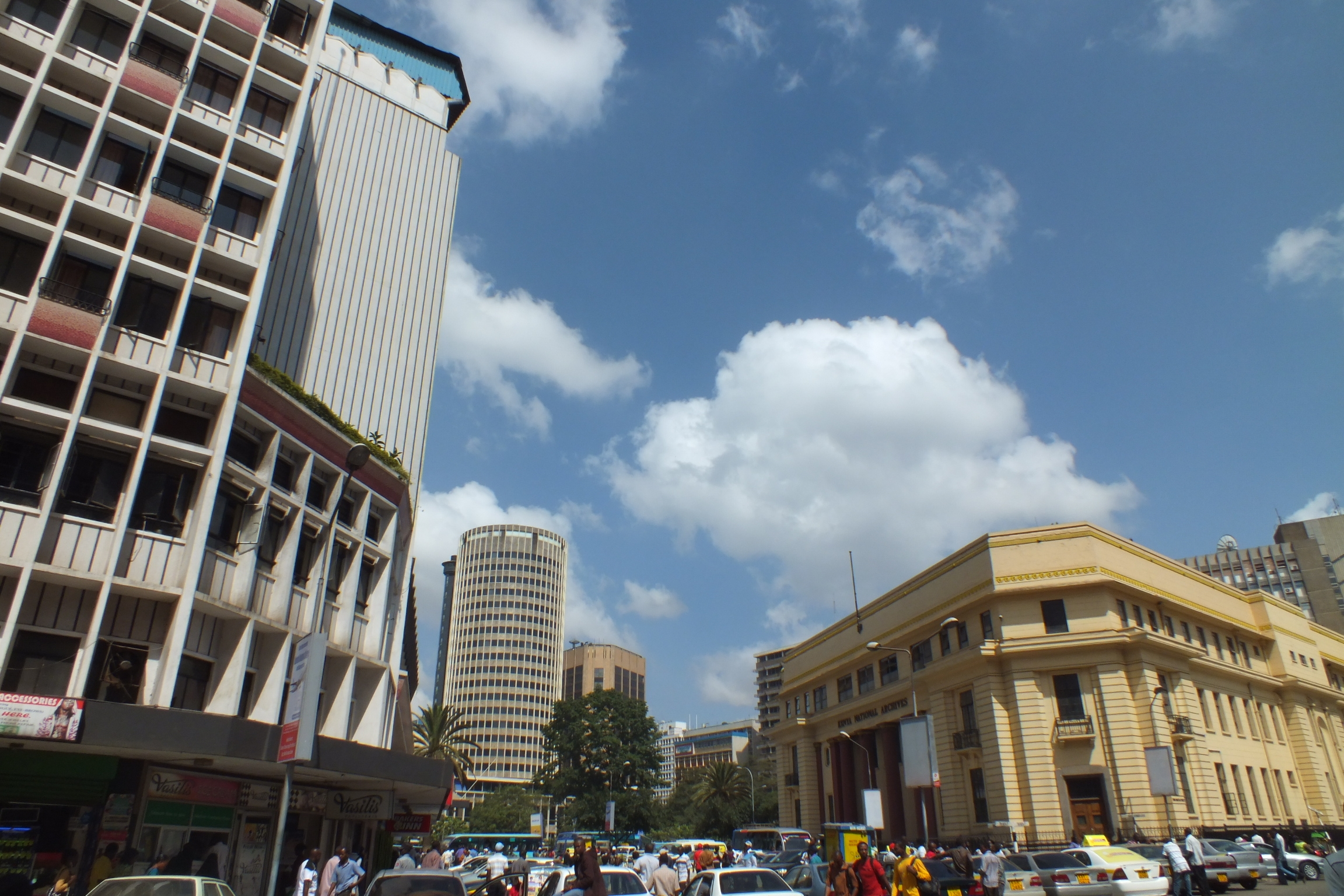
Вид в центре Найроби, Архив справа
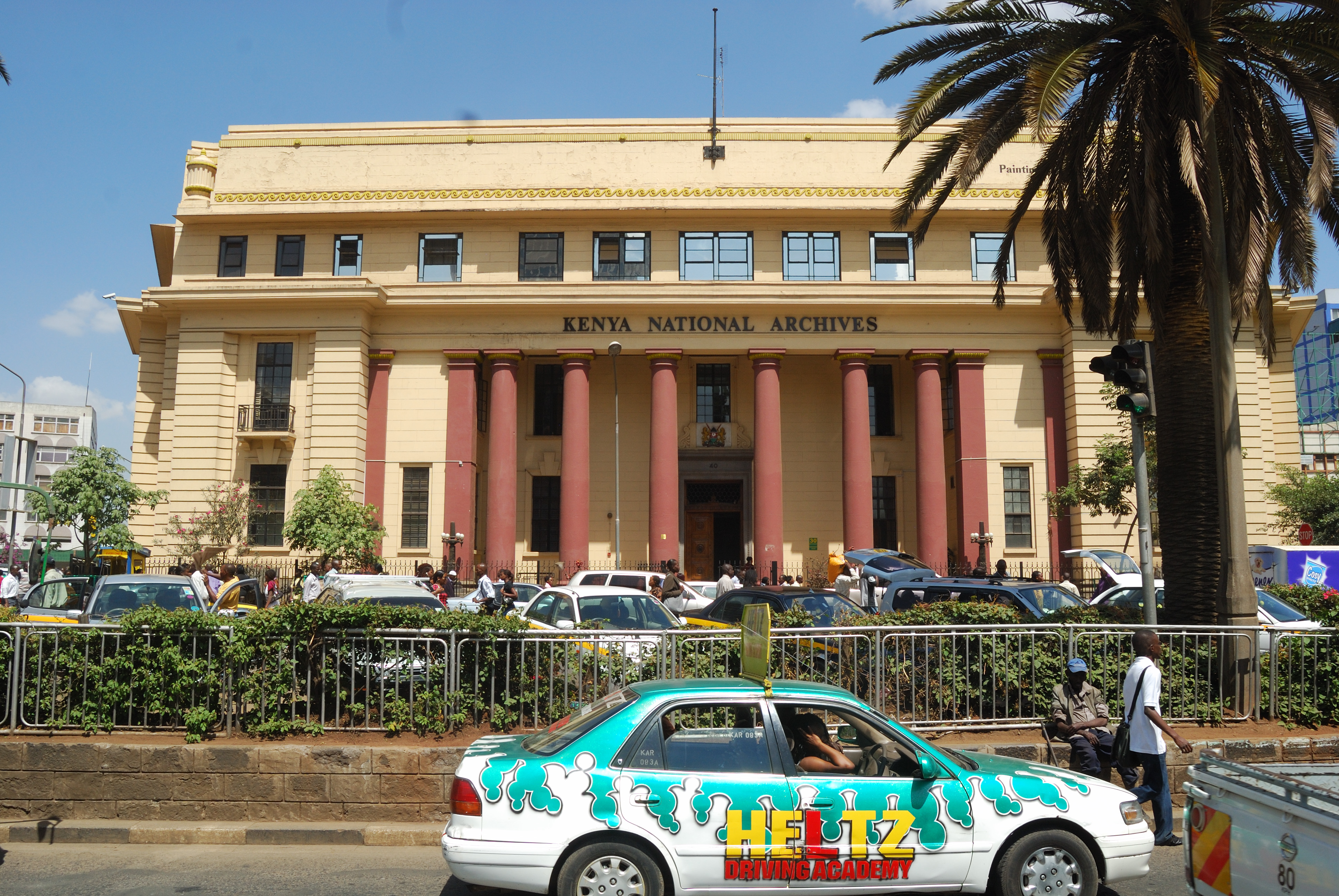
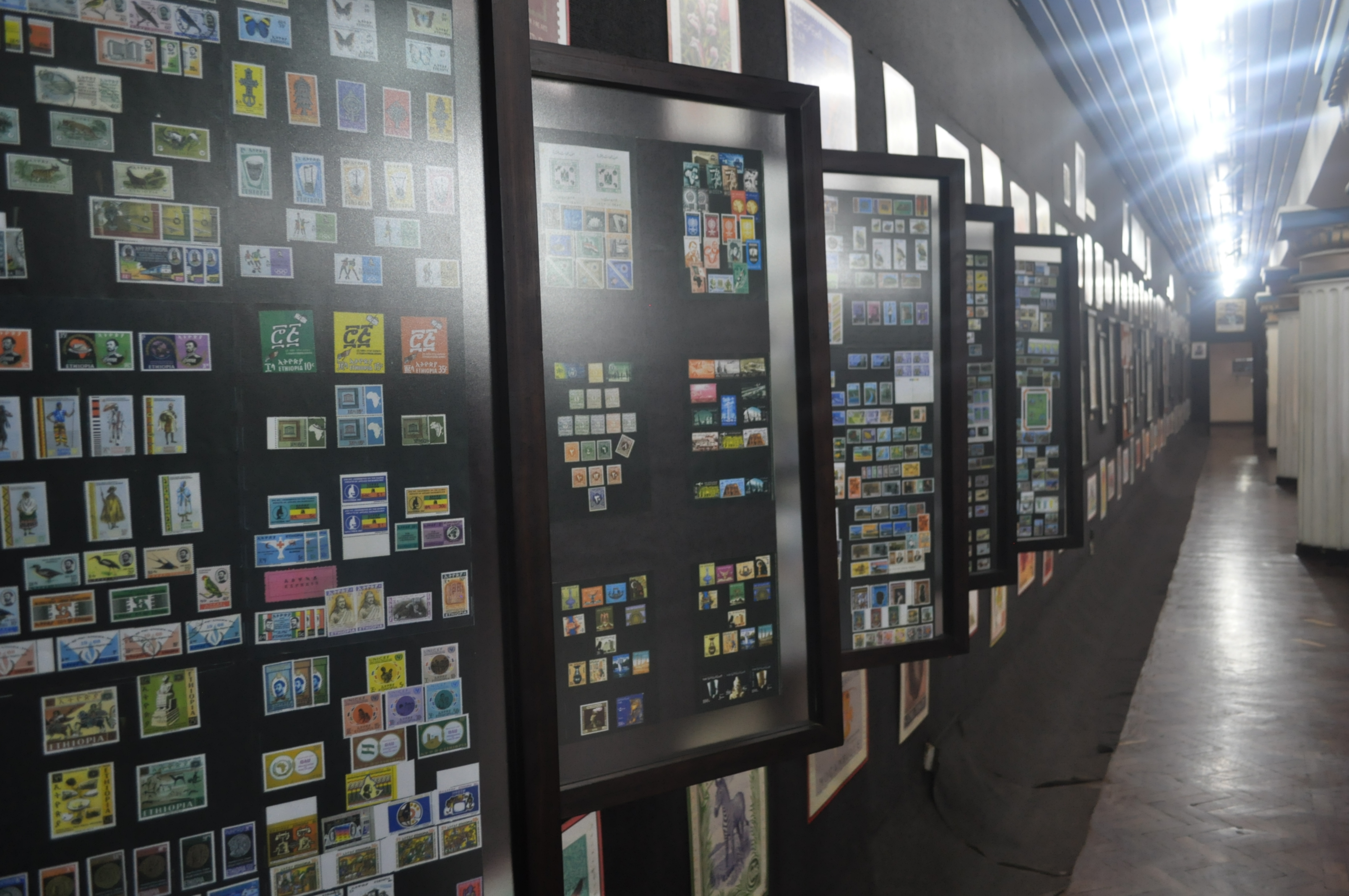
Коллекция почтовых марок Африки